# Parafia Dobrego Pasterza w Babicy
Parafia Dobrego Pasterza w Babicy − parafia rzymskokatolicka z siedzibą w Babicy, znajdująca się w diecezji rzeszowskiej w dekanacie Czudec. Erygowana dnia 2 września 1971 roku. Mieści się w Babicy pod numerem 407.